# ユー・オン・マイ・マインド
「ユー・オン・マイ・マインド」 ("You on My Mind")は英国のポップ・グループ、スウィング・アウト・シスターによる曲。本曲はグループのセカンド・アルバム『カレイドスコープ・ワールド』のリード・シングルであり、音楽的にもより洗練された。

## ミュージック・ビデオ
ミュージック・ビデオは1968年のカルト・フィルム『華麗なる賭け』から多大な影響を受けている。

## リミックス
ユー・オン・マイ・マインド (レコード 7") 872964-7
1. ユー・オン・マイ・マインド（アルバム・ヴァージョン） - (3:36)
2. コニー・アイランドの男（ひと）- (3:38)

ユー・オン・マイ・マインド（マキシCD)  874 229-2
1. "You On My Mind" (Album Version) - (3:36)
2. "Coney Island Man" - (3:38)
3. "Precious Words (Earth Bound Mix) - (3:46)
4. "You On My Mind" (12" Mix) - (6:32)

ユー・オン・マイ・マインド (レコード 12") 872 965-1, SWING 612
1. "You On My Mind" (Extended Version) - (6:32)
2. "You On My Mind" (Alternate Version) - (3:29)
3. "Coney Island Man" - (3:38)

## チャート
| チャート (1989)                      | 最高順位 |
| ------------------------------------ | -------- |
| ベルギー (Ultratop 50 Flanders)      | 26       |
| フランス (SNEP)                      | 44       |
| ドイツ (GfK Entertainment charts)    | 51       |
| アイルランド (IRMA)                  | 26       |
| オランダ (Single Top 100)            | 28       |
| ニュージーランド (Recorded Music NZ) | 32       |
| UK シングルス (OCC)                  | 28       |